# Estación de Peñalajo
Peñalajo es un apartadero ferroviario situado en el municipio español de Viso del Marqués, en la provincia de Ciudad Real, Castilla-La Mancha. Las instalaciones no disponen de servicio de viajeros y solo se usan para el cruce de trenes.

## Situación ferroviaria
Pertenece a la línea férrea 400 de la red ferroviaria española de ancho ibérico que une Alcázar de San Juan con Cádiz, punto kilométrico 248,549.  Está situada a 751,37 metros de altitud. El tramo es de vía única y está electrificado.
Se sitúa entre las estaciones de Almuradiel-Viso del Marqués  y la de Santa Cruz de Mudela.

## Historia
El trazado fue abierto al tráfico el 25 de mayo de 1865 con la puesta en marcha del tramo Santa Cruz de Mudela-Venta de Cárdenas de la línea que pretendía unir Manzanares con Córdoba. La obtención de la concesión de dicha línea por parte de MZA fue de gran importancia para ella dado que permitía su expansión hacia el sur tras lograr enlazar con Madrid los dos destinos que hacían honor a su nombre (Zaragoza y Alicante).
La estación fue puesta en servicio en época posterior, siendo utilizada ya por el Rey Alfonso XIII el 2 de noviembre de 1910, como estación de destino en la cacería que el mismo rey costeó. Fue inaugurada con el nombre de "Estación de Viso del Marqués", pero cambió su nombre a "Peñalajo" a la vez que la de Almuradiel pasó a denominarse "Almuradiel-Viso del Marqués"
En 1941, tras la nacionalización de la red ferroviaria de ancho ibérico, las instalaciones pasaron a manos de la recién creada RENFE. 
En 1957 llegaron los primeros trenes eléctricos desde Linares-Baeza al culminar el proceso de electrificación del paso de Despeñaperros. El 30 de septiembre de 1959, se instaló en la estación de Peñalajo una subestación de tracción eléctrica telemandada desde Manzanares. Está situada a unos 150 m al sur, al lado opuesto al antiguo edificio de viajeros. Dichas subestaciones eran necesarias para completar la total electrificación de la vía hasta Madrid, proceso que se extendió hasta 1963. Es de destacar el gran porte y buen estado del edificio de la subestación, que incluye el logo antiguo de RENFE en el frontón y pináculos en el tejado.
Estuvo abierta a los viajeros hasta 1976, cuando entró en funcionamiento el Control de Tráfico Centralizado (CTC) de Manzanares y cerró el Puesto de Mando Avanzado (PMA) de Linares-Baeza. Desde entonces sirve únicamente como apartadero y cruce de trenes, al ser el tramo de vía única.
Desde el 31 de diciembre de 2004 Renfe Operadora explota la línea mientras que Adif es la titular de las instalaciones ferroviarias.

## La estación
Dispone de dos vías derivadas, una de ellas con acceso al andén y una tercera vía principal entre ellas. Existe una cuarta vía en topera que da servicio a la subestación de tracción eléctrica anexa a la estación. El edificio de viajeros tiene dos alturas, lo que da idea de la importancia que tuvo, comparable a la estación de Las Correderas, ya en la cara sur de Sierra Morena en la provincia de Jaén. Se halla a 9 km de Viso del Marqués por pista de tierra en buen estado. También se encuentra a 4,8 km del caserío de Peñalajo, por carretera de firme irregular. Igualmente se encuentra a 6,6 km de la pedanía de Bazán, por carretera y caminos en pésimo estado de conservación.